# Купонът на живота ти
„Купонът на живота ти“ (на английски: Take Me Home Tonight) е щатска романтична комедия от 2011 г. на режисьора Майкъл Даус, с участието на Тофър Грейс и Ана Фарис. Сценарият е написан от Джаки и Джеф Флиго, които са бивши сценаристи на телевизионния ситком „Шеметни години“, докато Грейс беше част от актьорския състав на сериала. Снимките започват на 19 февруари 2007 г. във Финикс, Аризона. Филмът е пуснат на 4 март 2011 г.

## Актьорски състав
| Актьор            | Роля                |
| ----------------- | ------------------- |
| Тофър Грейс       | Матю „Мат“ Франклин |
| Ана Фарис         | Уенди Франклин      |
| Дан Фоглър        | Бари Нейтън         |
| Тереза Палмър     | Тори Фредеркинг     |
| Крис Прат         | Кайл Мастерсън      |
| Майкъл Бийн       | Бил Франклин        |
| Луси Пънч         | Шели                |
| Деметри Мартин    | Карлос              |
| Мишел Иън Блек    | Пийт Беринг         |
| Сет Габел         | Брент Тъфорд        |
| Натали Кели       | Бет                 |
| Кендис Крослак    | Али                 |
| Райън Битъл       | Рик Херингтън       |
| Робърт Хофман     | Тайлър Джоунс       |
| Едуин Ходж        | Брайс               |
| Джей Джаблонски   | Бенджи              |
| Кимбърли Диъринг  | Бетси               |
| Мишел Трактенбърг | Ашли                |

## В България
В България филмът е издаден на DVD от 5 септември 2011 г. от „А Плюс Филмс“.